# Сігольсайм
Сігольса́йм, Сіґольсайм (фр. Sigolsheim) — колишній муніципалітет у Франції, у регіоні Гранд-Ест, департамент Верхній Рейн. Населення — 1201 осіб (2011).
Муніципалітет був розташований на відстані близько 380 км на схід від Парижа, 60 км на південний захід від Страсбура, 8 км на північний захід від Кольмара.

## Історія
До 2015 року муніципалітет перебував у складі регіону Ельзас. Від 1 січня 2016 року належав до нового об'єднаного регіону Гранд-Ест.
1 січня 2016 року Сігольсайм, Кезерсберг i Кінцайм було об'єднано в новий муніципалітет Кезерсберг-Віньобль.

## Демографія
Динаміка населення (INSEE ):
Розподіл населення за віком та статтю (2006):
| Стать | Всього | До 15 років | 15-24 | 25-44 | 45-64 | 65-85 | Понад 85 |
| --- | ------ | ----------- | ----- | ----- | ----- | ----- | -------- |
| Чоловіки | 577    | 108         | 68    | 168   | 176   | 57    | 0        |
| Жінки | 586    | 115         | 52    | 163   | 167   | 81    | 8        |
| \| Статево-вікова піраміда \| Статево-вікова піраміда \| Статево-вікова піраміда \| \| ----------------------- \| ----------------------- \| ----------------------- \| \| Чоловіки \| Вік \| Жінки \| \| 0 \| 85 + \| 8 \| \| 13 \| 80-84 \| 17 \| \| 9 \| 75-79 \| 4 \| \| 26 \| 70-74 \| 39 \| \| 9 \| 65-69 \| 21 \| \| 43 \| 60-64 \| 39 \| \| 43 \| 55-59 \| 25 \| \| 56 \| 50-54 \| 64 \| \| 34 \| 45-49 \| 39 \| \| 39 \| 40-44 \| 47 \| \| 60 \| 35-39 \| 43 \| \| 52 \| 30-34 \| 43 \| \| 17 \| 25-29 \| 30 \| \| 21 \| 20-24 \| 9 \| \| 47 \| 15-20 \| 43 \| \| 43 \| 10-14 \| 34 \| \| 39 \| 5-9 \| 34 \| \| 26 \| 0-4 \| 47 \| |        |             |       |       |       |       |          |
| Статево-вікова піраміда |        |             |       |       |       |       |          |
| Чоловіки | Вік    | Жінки       |       |       |       |       |          |
| 0 | 85 +   | 8           |       |       |       |       |          |
| 13 | 80-84  | 17          |       |       |       |       |          |
| 9 | 75-79  | 4           |       |       |       |       |          |
| 26 | 70-74  | 39          |       |       |       |       |          |
| 9 | 65-69  | 21          |       |       |       |       |          |
| 43 | 60-64  | 39          |       |       |       |       |          |
| 43 | 55-59  | 25          |       |       |       |       |          |
| 56 | 50-54  | 64          |       |       |       |       |          |
| 34 | 45-49  | 39          |       |       |       |       |          |
| 39 | 40-44  | 47          |       |       |       |       |          |
| 60 | 35-39  | 43          |       |       |       |       |          |
| 52 | 30-34  | 43          |       |       |       |       |          |
| 17 | 25-29  | 30          |       |       |       |       |          |
| 21 | 20-24  | 9           |       |       |       |       |          |
| 47 | 15-20  | 43          |       |       |       |       |          |
| 43 | 10-14  | 34          |       |       |       |       |          |
| 39 | 5-9    | 34          |       |       |       |       |          |
| 26 | 0-4    | 47          |       |       |       |       |          |

## Економіка
2010 року серед 773 осіб працездатного віку (15—64 років) 596 були активними, 177 — неактивними (показник активності 77,1%, у 1999 році було 76,0%). З 596 активних мешканців працювало 555 осіб (287 чоловіків та 268 жінок), безробітними було 41 (20 чоловіків та 21 жінка). Серед 177 неактивних 57 осіб було учнями чи студентами, 84 — пенсіонерами, 36 були неактивними з інших причин.

У 2010 році в муніципалітеті числилось 478 оподаткованих домогосподарств, у яких проживали 1235,5 особи, медіана доходів виносила 22 235 євро на одного особоспоживача